# Nederlands kampioenschap schaken 2015
Het Nederlands kampioenschap schaken 2015 werd gehouden van 4 tot en met 12 juli 2014 in The Manor Hotel aan de Linnaeusstraat in Amsterdam. Topfavoriet Anish Giri werd voor de vierde keer zijn carrière Nederlands kampioen.

## Eindstand en kruistabel[3]
| # | Naam               | totaal | 1  | 2  | 3  | 4  | 5  | 6  | 7  | 8  |
| - | ------------------ | ------ | -- | -- | -- | -- | -- | -- | -- | -- |
| 1 | Anish Giri         | 5½     | -- | ½  | ½  | 1  | 1  | 1  | ½  | 1  |
| 2 | Loek van Wely      | 4½     | ½  | -- | 1  | 1  | 0  | ½  | ½  | 1  |
| 3 | Robin van Kampen   | 4      | ½  | 0  | -- | ½  | ½  | ½  | 1  | 1  |
| 4 | Benjamin Bok       | 4      | 0  | 0  | ½  | -- | 1  | ½  | 1  | 1  |
| 5 | Sipke Ernst        | 3½     | 0  | 1  | ½  | 0  | -- | 1  | ½  | ½  |
| 6 | Erwin L’Ami        | 2½     | 0  | ½  | ½  | ½  | 0  | -- | ½  | ½  |
| 7 | Sergej Tiviakov    | 2      | ½  | ½  | 0  | 0  | ½  | ½  | -- | 0  |
| 8 | Roeland Pruijssers | 2      | 0  | 0  | 0  | 0  | ½  | ½  | 1  | -- |

1909 · 1912 · 1913 · 1919 · 1921 · 1924 · 1926 · 1929 · 1933 · 1936 · 1938 · 1939 · 1942 · 1948 · 1950 · 1952 · 1954 · 1955 · 1957 · 1958 · 1961 · 1963 · 1965 · 1967 · 1969 · 1970 · 1971 · 1972 · 1973 · 1974 · 1975 · 1976 · 1977 · 1978 · 1979 · 1980 · 1981 · 1982 · 1983 · 1984 · 1985 · 1986 · 1987 · 1988 · 1989 · 1990 · 1991 · 1992 · 1993 · 1994 · 1995 · 1996 · 1997 · 1998 · 1999 · 2000 · 2001 · 2002 · 2003 · 2004 · 2005 · 2006 · 2007 · 2008 · 2009 · 2010 · 2011 · 2012 · 2013 · 2014 · 2015 · 2016 · 2017 · 2018 · 2019 · 2021 · 2022 · 2023 · 2024